# 間瀬 (新潟市)
間瀬（まぜ）は、新潟県新潟市西蒲区の大字。郵便番号は953-0105。

## 概要
1955年（昭和30年）から現在までの大字で、弥彦山北麓の日本海側に位置する。
室町時代から1955年（昭和30年）まであった間瀬村の区域で、1955年（昭和30年）ごろからソ連による間瀬漁船の拿捕や、南千島南方での間瀬漁船の遭難が相次ぐ。1955年（昭和30年）以降に国の補助による漁港整備計画が進められ、1958年（昭和33年）には海岸保全指定を受けて1970年（昭和45年）から5年にわたって消波堤の修築が続けられた。

### 隣接する町字
北から東回り順に、以下の町字と隣接する。
- 角海浜
- 樋曽
- 岩室温泉
- 石瀬
- 弥彦村弥彦
- 長岡市野積

## 歴史
- 1955年（昭和30年）3月28日 : 合併により岩室村の大字となる。
- 2005年（平成17年）10月10日 : 合併により新潟市の大字となる。
- 2007年（平成19年）4月1日 : 新潟市の政令指定都市移行により、西蒲区の大字となる。

## 世帯数と人口
2018年（平成30年）1月31日現在の世帯数と人口は以下の通りである。
| 大字 | 世帯数  | 人口  |
| ---- | ------- | ----- |
| 間瀬 | 226世帯 | 515人 |

## 小・中学校の学区
市立小・中学校に通う場合、学区は以下の通りとなる。
| 番地 | 小学校             | 中学校             |
| ---- | ------------------ | ------------------ |
| 全域 | 新潟市立岩室小学校 | 新潟市立岩室中学校 |

## 経済
- 間瀬漁港 - 底引き網を中心とした漁業が行われている[6]。

大正期までは間瀬銅山（白勢銅山）があり、出荷先の燕市の金属加工産業の基盤となっていた

## 主な施設
- 日本海間瀬サーキット
- 東京大学地震研究所弥彦地殻変動観測所 - 2021年度で閉鎖予定[8]。

## 観光
間瀬下山海水浴場（まぜしもやまかいすいよくじょう）
間瀬の区域内の内、日本海側北部にある海水浴場。
間瀬田ノ浦海水浴場（まぜたのうらかいすいよくじょう）
間瀬の区域内の内、日本海側南部にある海水浴場。
田ノ浦温泉（たのうらおんせん）
数軒の旅館・ホテルがある。

## 交通

### 道路
- 国道402号（越後七浦シーサイドライン）
- 新潟県道55号新潟五泉間瀬線
- 新潟県道561号弥彦岩室線